# Pierre Piskor
Pierre Olivier Piskor (* 2. Mai 1984) ist ein ehemaliger französischer Fußballspieler. 

## Karriere
Piskor begann mit dem Fußballspielen beim lothringischen Verein US Batilly. Von dort wechselte er 2003 ins benachbarte Luxemburg zum damaligen Zweitligisten FC Rodingen 91. Von 2006 bis 2013 stand er beim FC Differdingen 03 in der BGL Ligue unter Vertrag und gewann dort zweimal den nationalen Pokal, wurde Torschützenkönig sowie Spieler der Saison 2008/09. Dann folgten jeweils eine Saison bei Jeunesse Esch und dem RFC Union Luxemburg, wo der Stürmer nicht richtig Fuß fassen konnte. Deswegen kehrte er zur Saison 2015/16 zum FC Differdingen 03 zurück. Auch hier kam er nur noch zu einem Einsatz während der kompletten Spielzeit und wechselte weiter zum FC Monnerich. Dort erzielte Piskor in 19 Ligaspielen acht Treffer, unterschrieb aber trotzdem im Sommer 2017 einen neuen Vertrag beim Viertligisten Luna Oberkorn. Dort war er noch bis Oktober 2020 aktiv und beendete dann seine Karriere.

## Erfolge und Auszeichnungen
- Luxemburgischer Pokalsieger: 2010, 2011
- Luxemburgs Spieler des Jahres: 2009
- Torschützenkönig der BGL Ligue: 2008/09 (30 Tore)